# Debby Ryan
Deborah "Debby" Ann Ryan, född 13 maj 1993 i Huntsville i Alabama, är en amerikansk skådespelare och sångare.
Ryan spelade rollen som Bailey Pickett i Disney Channel-serien The Suite Life on Deck. Hon hade  huvudrollen i serien Jessie samt i Disney Channels film Radio Rebel från 2012. Ryan spelade rollen Patty i serien Insatiable och i filmen RipTide spelade hon Cora Hamilton.

## Biografi
Debby Ryans far var i militären, så hon flyttade till många platser i Europa. Hon bodde i Tyskland tills hon var 10 år och kan tala både engelska och tyska. Hon återvände till USA under 2003 och är uppvuxen i Texas.
Debby Ryan gifte sig på nyårsafton 2019 med partnern Josh Dun.

## Filmografi
| År   | Titel                             | Roll                  | Noter             |
| ---- | --------------------------------- | --------------------- | ----------------- |
| 2007 | Barney: Let's Go to the Firehouse | Teenage girl          |                   |
| 2008 | The Longshots                     | Edith Smith           |                   |
| 2010 | What If...                        | Kimberly "Kim" Walker |                   |
| 2010 | 16 Wishes                         | Abigail "Abby" Jensen | TV-film           |
| 2011 | The Suite Life Movie              | Bailey Pickett        | TV-film           |
| 2012 | Radio Rebel                       | Tara Adams            | TV-film           |
| 2012 | Secret of the Wings               | Spike                 | Röstroll, TV-film |
| 2013 | Kristin's Christmas Past          | Haddie                |                   |
| 2014 | Muppets Most Wanted               | Savana                |                   |

| År        | Titel                            | Roll                     | Noter                                               |
| --------- | -------------------------------- | ------------------------ | --------------------------------------------------- |
| 2006      | Barney and Friends               | Debby                    | Återkommande roll (säsong 10)                       |
| 2008–11   | The Suite Life on Deck           | Bailey Pickett           | Huvudroll                                           |
| 2008      | Jonas Brothers: Living the Dream | Sig själv                | Avsnitt: "Hello Hollywood"                          |
| 2009      | Wizards of Waverly Place         | Bailey Pickett           | Avsnitt: "Cast away (To Another Show)"              |
| 2009      | Hannah Montana                   | Bailey Pickett           | Avsnitt: "Super(stitious) Girl"                     |
| 2011      | R.L. Stine's The Haunting Hour   | Stefani Howard           | Avsnitt: "Wrong Number"                             |
| 2011      | PrankStars                       | Sig själv                | Avsnitt: "Something to Chew On"                     |
| 2011–2015 | Jessie                           | Jessie Prescott          | Huvudroll                                           |
| 2011      | Private Practice                 | Hayley                   | Avsnitt: "The Breaking Point"                       |
| 2012      | Zeke and Luther                  | Courtney Mills           | Avsnitt: "There's No Business Like Bro Business"    |
| 2012      | The Glades                       | Christa Johnson          | Avsnitt: "Fountain of Youth"                        |
| 2012      | Make Your Mark                   | Presentatör              |                                                     |
| 2012      | Austin & Ally                    | Jessie Prescott          | Avsnitt: "Austin & Jessie & Ally All Star New Year" |
| 2013      | We Day                           | Värd                     | 7:e upplagan                                        |
| 2013      | Good Luck Charlie                | Jessie Prescott          | Avsnitt: "Good Luck Jessie: NYC Christmas"          |
| 2014      | Supersjukhuset                   | Jade / Remix             | Avsnitt: "Guitar Superhero"                         |
| 2014      | Ultimate Spider-Man              | Jessie Prescott          | Röstroll, avsnitt: "Halloween Night at the Museum"  |
| 2015      | Här är ditt liv, Riley           | Aubrey                   | Avsnitt: "Girl Meets Demolition"                    |
| 2018–2019 | Insatiable                       | Patricia "Patty" Bladell | Huvudroll                                           |